# Eva Richter
Eva Richter, född 1934 i Stensjön i Steninge församling, är en svensk konsthantverkare och målare. 
Richter studerade vid Konstindustriella skolan i Göteborg och var därefter anställd som bildlärare i Lerums kommun. Separat ställde hon ut i bland annat Stenungsund och på kulturhuset i Nässjö samt medverkade i ett stort antal samlingsutställningar i Göteborg och Lerum. Hennes konst består förutom målningar av keramik, textil, batik och strandcollage. Richter är representerad i ett flertal kommuner och landsting.  